# I.O.I (band)
I.O.I (koreansk: 아이오아이) er en sydkoreansk pigegruppe der blev dannet af YMC Entertainment i 2016. Der er elleve medlemmer i Gruppen: Lim Na-young, Kim Chung-ha, Kim Se-jeong, Jung Chae-yeon, Zhou Jieqiong, Kim So-hye, Yu Yeon-jung, Choi Yoo-jung, Kang Mi-na, Kim Do-yeon og Jeon So-mi.

## Koreansk diskografi

### EP
- 2016: Chrysalis

## Eksterne links
- Wikimedia Commons har flere filer relateret til I.O.I (band)